# Justicia polygaloides
Justicia polygaloides là một loài thực vật có hoa trong họ Ô rô. Loài này được (S. Moore) Lindau mô tả khoa học đầu tiên năm 1903.